# Vuhan Zall
A Vuhan Zall Football Club (kínaiul: 武汉卓尔, pinjin átírásban: Wǔhàn Zhuó'ěr, nyugatias átírásban: Wuhan Zall Football Club) egy 2009. február 17-én alapított kínai labdarúgócsapat, amely a kínai első osztályban, a Szuperligában szerepel. A csapat székhelye Vuhan városában, Hupej tartományban található. Mérkőzéseit a 60000 néző befogadására alkalmas Vuhangi Sportcentrumban játssza.

## A klub története
A klubot 2009 februárjában alapították Hupej Greenery néven. A jogelődnek számító Vuhan Volley 2008 októberében visszalépett a kínai élvonalban való szerepléstől, miután vitába keveredett a Kínai labdarúgó-szövetséggel a pekingi Kuoan csapata elleni bajnokin 2008. szeptember 28-án történt rendbontások, botrányos szurkolói viselkedés miatt. Hupej tartomány sportági szövetsége úgy döntött, hogy egy új klubmegalapítását támogatja, amely legfőképpen a vuhani és a Hupej tartományi ifjúsági játékosoknak biztosítana lehetőséget magasabb szinten való sportolásra. Ennek következtében alakult meg 2009. február 26-án a Hupej Greenery, amely hivatalosan regisztrálta magát a Kínai labdarúgó-szövetség és a professzionális futballiga rendszerébe, annak is a legalsó szintjének számító harmadosztályba. A csapat mindjárt az első szezonjában feljutott a másodosztályba.
2011. december 14-én a Zall Group többségi tulajdonrészt vásárolt a klubban. Ettől kezdve a klubot Vuhan Zallnak hívják, a klub hivatalos színei pedig a cégcsoportéval megegyezően a narancs és a fehér. A 2012-es szezont a csapat nem kezdte jól, azonban az új tulajdonosi kör a keretet is megerősítette, valamint új vezetőedzőt nevezett ki, aminek következtében a csapat végül a bajnokság második helyén zárt és feljutott a kínai élvonalba, a Szuperligába. Ott mindössze egy szezont töltött, hiába szerződtették a csapatélére a szerb Ljubiša Tumbakovićot, a Vuhan három győzelmet elérve, utolsó helyezettként esett ki a bajnokság végén a másodosztályba.
2015-ben a labdarúgóklubot eladták a Vuhan Zall Development Holding Co. Ltd. zártkörűen működő részvénytársaságnak, így új tulajdonosi kör került a klub élére.
A csapat az ezt követő időszakban a másodosztályban szerepelt, egészen a 2018-as szezonig, amikor sikerült megnyerni a bajnokságot, ezzel pedig a Vuhan Zall újból az élvonalban szerepelhetett a 2019-es idénytől kezdve.

## Névváltoztatások
- 2009–2010: Hupej Greenery FC (湖北绿茵)
- 2011: Vuhan Csongbu FC (武汉中博)
- 2012–: Vuhan Zall FC (武汉卓尔)

## A klub eredményei
- A 2018-as idény végéig.[9][10]

| Szezon | Bajnokság | Pld | W  | D  | L  | GF | GA | GD  | Pts          | Pos | Országos kupa | Bajnokok Ligája | Átlagnézőszám | Stadion                                        |
| ------ | --------- | --- | -- | -- | -- | -- | -- | --- | ------------ | --- | ------------- | --------------- | ------------- | ---------------------------------------------- |
| 2009   | 3         | 13  | 8  | 5  | 0  | 16 | 2  | +14 | 24Sablon:Ref | 2   | NH            | DNQ             |               |                                                |
| 2010   | 2         | 24  | 10 | 7  | 7  | 30 | 24 | +6  | 37           | 5   | NH            | DNQ             |               |                                                |
| 2011   | 2         | 26  | 8  | 9  | 9  | 26 | 28 | −2  | 33           | 7   | R1            | DNQ             |               |                                                |
| 2012   | 2         | 30  | 16 | 6  | 8  | 40 | 29 | +11 | 54           | 2   | R2            | DNQ             | 6,701         |                                                |
| 2013   | 1         | 30  | 3  | 7  | 20 | 24 | 58 | −36 | 16           | 16  | R3            | DNQ             | 14,403        | Vuhani Sportcentrum                            |
| 2014   | 2         | 30  | 18 | 3  | 9  | 46 | 31 | +15 | 57           | 3   | R2            | DNQ             | 8,457         |                                                |
| 2015   | 2         | 30  | 8  | 12 | 10 | 31 | 30 | +1  | 36           | 10  | R2            | DNQ             | 5,300         |                                                |
| 2016   | 2         | 30  | 12 | 7  | 11 | 31 | 33 | −2  | 43           | 6   | R2            | DNQ             | 4,853         |                                                |
| 2017   | 2         | 30  | 13 | 8  | 9  | 47 | 40 | +7  | 47           | 5   | R2            | DNQ             | 13,525        | Vuhani Sportcentrum                            |
| 2018   | 2         | 30  | 18 | 9  | 3  | 60 | 25 | +35 | 63           | 1   | R4            | DNQ             | 6,884         | A Zhongnan Gazdaságtudományi Egyetem stadionja |
| 2019   | 1         | 30  |    |    |    |    |    |     |              |     | R4            | DNQ             |               | Vuhani Sportcentrum                            |

| \| \| Első osztály \| \| \| Másodosztály \| \| \| Harmadosztály \| \| W \| Győzelem, bajnoki cím \| \| RU \| 2. hely \| \| 3 \| 3. hely \| \| \| Kiesett \| 1. 2. 3. 4. 5. 6. 7. 8. 9. 10. |                       |
| | Első osztály          |
| | Másodosztály          |
| | Harmadosztály         |
| W | Győzelem, bajnoki cím |
| RU | 2. hely               |
| 3 | 3. hely               |
| | Kiesett               |